# Teslim Fatusi
Teslim Fatusi (Surulere, 17 settembre 1977) è un ex calciatore nigeriano, di ruolo centrocampista.

## Caratteristiche tecniche
Giocava come centrocampista offensivo di fascia destra.

## Carriera

### Club
Fatusi iniziò a giocare a calcio nella sua città natale; dopo aver militato nell'Honey Babes e nell'Ibukun Oluwa (ora Obanta FC) passò allo Stationery Stores nel 1991. Dopo aver disputato la stagione 1992-1993 con il club di Lagos, si trasferì all'ASEC Mimosas, formazione di Abidjan, nel 1993: nel 1994 si trasferì al Servette, in Svizzera, per la sua prima esperienza europea. Nel 1995 e nel 1996 giocò in Ungheria, dapprima al Pécs e in seguito al Ferencváros, con cui vinse il campionato e debuttò in Champions League. Tornò in Svizzera, giocando altre gare in massima serie nel 1996-1997; lasciò poi l'Europa nel 1997, firmando per l'Espérance di Tunisi; giocò due stagioni in Sudafrica, con il Mamelodi Sundowns, vincendo due titoli nazionali. Dal 2000 al 2004 fu nuovamente in Europa, giocando in squadre belghe, polacche e tedesche; nel 2004-2005 militò nell'Al-Khaleej, squadra saudita. Chiuse la carriera in Viet Nam.

### Nazionale
Fatusi giocò tre incontri nel torneo calcistico di Atlanta 1996, vincendo la medaglia d'oro. Nel 1996-1997 ottenne anche 4 presenze in Nazionale maggiore.

## Palmarès

### Club
- Campionato ungherese: 1

Ferncváros: 1995-1996
- Campionato tunisino: 1

Espérance: 1997-1998
- Campionato sudafricano: 2

Mamelodi Sundowns: 1998-1999, 1999-2000

### Nazionale
- Oro olimpico: 1

Atlanta 1996